# Bitka kod Gradca 1666.
Bitka kod Gradca  bila je kopnena i pomorska bitka između mletačkih i osmanskih snaga 15. rujna 1666. godine, iz vremena Kandijskog rata. U bitci je vojska gračkih ratnika i knezova Kačića, uskoka, primoraca te mornarica mletačkog generala Catarina Cornera pobijedila vojsku bosanskog paše Ali paše Čengića, sandžak bega Hercegovine.:4.
Iz tog vremena datira i utvrda po kojoj je ime ponio Gradac. Prvi poznati povijesni prikaz gradačke utvrde, ujedno je i prikaz ove bitke. To je crtež mletačkoga vojnog inženjera i kartografa Giuseppea Santinia, na kojem je prikazana bitka kod Gradca između mletačkih i osmanskih snaga 1666. godine, na kojoj kulu proždire oganj.
Posljednja je velika bitka Kandijskog rata (1645. – 1669.) na dalmatinskom bojištu. Veličinom je najveći vojni sukob na Makarskom primorju u tom ratu. Osmanske vlasti namjeravale su pomoći obrani Kandije vezajući mletačke snage u Dalmaciji na vojsku tadašnjeg bosanskog paše, Sohrab Mehmed-paše (1665.; 1666. je na to mjesto došao Ćose Ali paša). Potonji nije uspio prodrijeti preko kliškog prijevoja ka Splitu, pa je preusmjerio glavninu svojih snaga ka Makarskoj. Makarska se je obranila od napada. Zatim je paša pošao na Gradac. Na putu im se je našla kula u Podacima, podignutu za obranu od Turaka. Najstariji prikaz kule je na Santinijevoj slici iz 1666. godine. Za razliku od kule u Gradcu, Turci ju nisu uspjeli zauzeti, a kad je zaprijetilo da će ju zauzeti, branitelji po naređenju mletačkog providura minirali i zapalili.  Branitelji na Gradini su pak izdržali napade. Doplovivši do pod Gradac, flota mletačkog providura Cattarina Cornara topništvom je otjerala osmanske napadače od kule. Nakon još jedna odbijena napada, bosanski se paša povukao put Hercegovine. 
O. Pavao Šilobadović u kronici O četovanju u Primorju 1662-1686. zapisao je:  "Na 18. rujna 1666. godine krenu bosanski paša Ali paša Čengić, sandžak beg od Hercegovine s vojskom od bezmalo 10000 boraca i sakupi 6. od boja lumbardi pa se uputi na Gradac i sve Primorje.Gradac brane kneževi Kačići i ostali hrabri junaci primorci i u pomoć im doplovi generale Catarino Cornero sa svojom flotom galija i drugog brodovlja.Tu pogibe do hiljadu Turaka u boju za Gradac. S kršćanske strane poginu dvojica, a pet ih bude ranjeno.":6.

## Odraz u kulturi
Fra Andrija Kačić Miošić opjevao je bitku u pjesmi Obrana Graca 1666.
Krajem ljeta 2019., objavljen je povijesni roman Milka Peke Grački boj, u kojem je opisana i ova bitka.